# 新基耶夫卡村委员会
新基耶夫卡村委员会（俄语：Новокиевский сельсовет）是俄罗斯联邦阿穆尔州马扎诺沃区所属的一个村委员会。其下辖有6个居民点，行政中心为新基耶夫斯基乌瓦尔。据2016年统计，该村委员会的人口为5282人。